# توماس فرانكي
توماس فرانكي (بالألمانية: Thomas Franke)‏ (21 يناير 1988 ببرلهبرغ في ألمانيا - ) هو لاعب كرة قدم ألماني في مركز الوسط. لعب مع إنيرجي كوتبوس ودينامو دريسدن وكيكرز أوفنباخ وTSG Neustrelitz ‏.

## روابط خارجية
- توماس فرانكي على موقع قاعدة بيانات كرة القدم.إي يو (الإنجليزية)
- توماس فرانكي على موقع بيانات كرة القدم. دي إي (الألمانية)
- توماس فرانكي على موقع عالم كرة القدم.نت (الإنجليزية)